# Fascinatio
Fascinatio is een woonwijk in de gemeente Capelle aan den IJssel, in de Nederlandse provincie Zuid-Holland. 
De ovaalvormige wijk ligt ingeklemd tussen de A16, de N210 en de metrobaan. Ze bestaat sinds 2001 en telde op 1 januari 2018 circa 3000 inwoners, waarmee het de een na kleinste woonwijk van Capelle aan den IJssel is. 
Naam en de inrichting van de wijk zijn ontleend aan het boek Fascinatio, de wonderwind van Tom Manders jr. Aan de westkant van Fascinatio ligt een halte van de ParkShuttle, die het metrostation Kralingse Zoom met het bedrijventerrein Rivium verbindt. Rondom de wijk loopt een singel en de Fascinatio Boulevard, die de wijk verbindt met de uitvalswegen.